# Monumento a los Héroes y Mártires de las Campañas
El Monumento a los Héroes y Mártires de las Campañas es un monumento situado en el centro de la plaza de España, dentro del Ensanche Modernista de la ciudad española de Melilla.  Forma parte del Conjunto Histórico Artístico de la Ciudad de Melilla, siendo Bien de Interés Cultural.

## Historia
Aunque al principio, en 1913 se pensó erigir una estatua en honor del general Marina, este se negó, en 1916 el general Monteverde pensaba alzar una columna, realizando Emilio Satué un boceto, en 1921, el 18 de marzo se retomó el plan en la Junta de Fomento, aunque no contaron con fondos por el desastre de Annual. El 12 de agosto de 1924 la hermana del general García Aldave solicitó que se construyese un monumento para honrar a las víctimas de las campañas y en 1925 la Junta de Arbitrios invitó a todos los municipios españoles a aportar fondos, consiguiendo 25000 pesetas y paralizándose otra vez, aunque en noviembre de ese año, Rafael Hidalgo de Cavides, un escultor madrileño presentó un proyecto.
En 1926 la Junta de Arbitrios decide erigir un obelisco a tales víctimas en la puerta principal del Parque Hernández con mármol de Macael y es colocada su primera piedra el 16 de agosto de 1927 por el general José Sanjurjo, pero no llega a término y el 19 de abril de 1928 se crea la comisión liquidadora, quedando 9.756 pesetas.
En 1930, con Cándido Lobera Girela como presidente de la Junta Municipal se impulsó un nuevo monumento, de 89 000 pesetas, redactándose el 8 de abril de 1930 las bases de un concurso para erigirlo, siendo aprobado el 9 de octubre de 1930 por unanimidad el proyecto del escultor melillense Juan López López, asesorado por Mariano Benlliure y con diseño arquitectónico del arquitecto Manuel Díez Martínez, firmándose el 5 de diciembre de 1930 la escritura de la adjudicación y siendo inaugurado el 6 de septiembre de 1931, en medio de la feria, con una gran parada militar y el desfile de las fuerzas armadas, discursos de Antonio Díez Martín], alcalde y Manuel Romerales Quintero comandante general de Melilla, siendo descubierta la escultura del soldado, cubierta por la bandera tricolor al son del Himno de Riego. 
Cuarenta años más tarde, en 1971 se le añadió una fuente luminosa según diseño de Carlos Buigas, que fue reformada y actualizada tras la celebración de la victoria de España sobre Holanda en el mundial del 2010 en Sudáfrica.

## Descripción
Está construido en piedra de Novelda, consta de un obelisco al pie del cual se encuentra un soldado que mira al Gurugú, escenario de la guerra y en su cima está coronado por la diosa Victoria, representada como una mujer alada que derrama laurel sobre el soldado. La escultura fue fundida por Mir y Ferrero, taller madrileño del sector más destacado del momento.

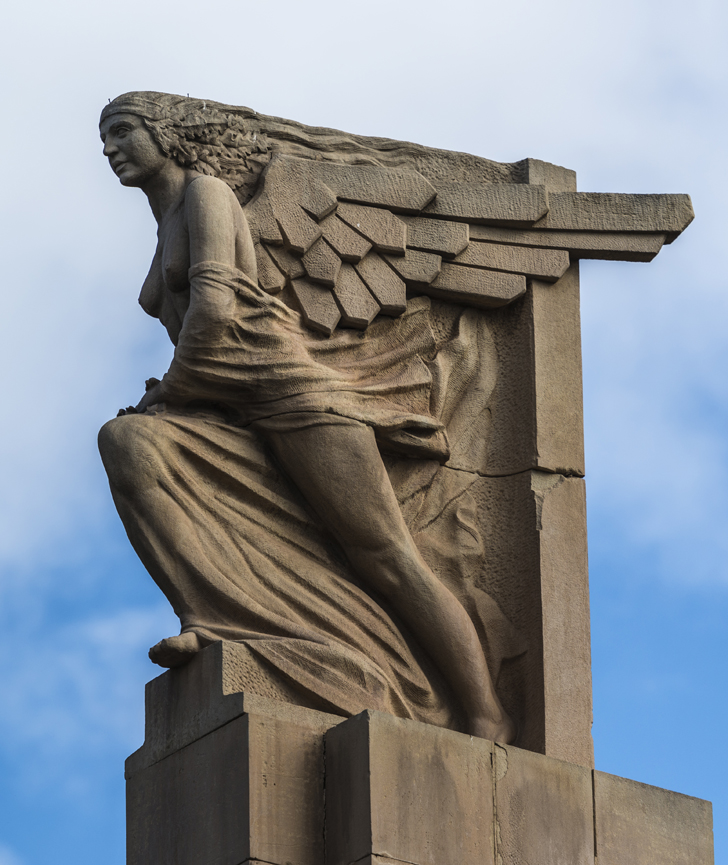
Detalle de la Victoria